# بيت من لحم (قصة قصيرة)

بيت من لحم (يوسف إدريس) (1927 – 1991)

بيت من لحم قصة قصيرة للكاتب يوسف إدريس (1927 – 1991) صدرت عن دار عالم الكتاب عام 1971 بالقاهرة، ضمن مجموعة قصصية تحمل نفس العنوان «بيت من لحم» وتشمل قصص أخرى  تتحدث في مجمل معانيها عن المرأة والقرية والفقر وحاجات الإنسان الجسدية والجنسية، ولهذا فقد اعتبر البعض أن بيت من لحم قصة إدريس الجنسية الأولي.
حصل يوسف إدريس على وسام الجمهورية عام 1963، كما حصل على وسام الجزائر عام 1961، وفي عام 1980 حصل على وسام العلوم والفنون من الطبقة الأولى والذي يُعد من أرفع الأوسمة في البلاد إلى وقتنا هذا.

## مقتطفات من القصة
الخاتم بجوار المصباح، الصمت يحل فتعمى الآذان، في الصمت تتسلل الأصبع، يضع الخاتم. في صمت أيضا يطفأ المصباح، والظلام يعم، في الظلام أيضا تعمى العيون، الأرملة وبناتها الثلاث، والبيت حجرة، والبداية صمت.
الأرملة طويلة بيضاء ممشوقة، في الخامسة والثلاثين، بناتها أيضا طويلات فائرات، لا يخلعن الثوب الكاسي الأسود بحداد أو بغير حداد، صغراهن في السادسة عشرة وكبراهن في العشرين، قبيحات ورثن جسد الأب الأسمر المليء بالكتل غير المتناسقة والفجوات، وبالكاد أخذن من الأم العود.
الحجرة، رغم ضيقها تسعهن في النهار، رغم فقرها الشديد مرتبة أنيقة، يشيع فيها جو البيت وتحفل بلمسات الإناث الأربع... صمت لم يكن يقطعه إلا صوت التلاوة، يتصاعد في روتين لا جدة فيه ولا انفعال، والتلاوة لقارئ، والقارئ كفيف، والقراءة على روح المرحوم وميعادها لا يتغير، عصر الجمعة يجيء بعصاه ينقر الباب، ولليد الممدودة يستسلم، وعلى الحصير يتربع، وحين ينتهي يتحسس الصندل، ويلقي بتحية لا يحفل أحد بردها، بالتعود يجيء، بالتعود يقرأ، بالعادة يمضي، حتى لم يعد يشعر به أو ينتبه إليه أحد... يدوم الصمت حتى يحدث شيء، يجيء عصر الجمعة ولا يجيء القارئ، فلأي اتفاق مهما طال نهاية، وقد انتهى الاتفاق، وتدرك الأرملة وبناتها الآن فقط كنه ما تقدم، ليس فقط الصوت الوحيد الذي كان يقطع الصمت، ولكن أيضا الرجل الوحيد الذي كان ولو في الأسبوع مرة يدق الباب، بل أشياء أخرى يدركن، فقير مثلهن هذا صحيح، ولكن ملابسه أبدا نظيفة، وصندله دائما مطلي، وعمامته ملفوفة بدقة يعجز عنها المبصرون، وصوته قوي عميق رنان... والاقتراح ينشأ، لماذا لا تتزوج إحدانا رجلاً يملأ علينا بصوته الدار؟ هو أعزب لم يدخل دنيا، وله شارب أخضر، ولكنه شاب وبالكلام يجر الكلام، ها هو الآخر يبحث عن بنت الحلال. البنات يقترحن والأم تنظر في وجوههن لتحدد من تكون صاحبة النصيب والاقتراح، ولكن الوجوه تزورمقترحة (فقط مقترحة) قائلة بغير كلام أنصوم ونفطر على أعمى؟ هن ما زلن يحلمن بالعرسان، والعرسان عادة مبصرون، مسكينات لم يعرفن بعد عالم الرجال، ومحال أن يفهمن أن الرجل ليس بعينيه.
- تزوجيه أنت يا أماه، تزوجيه
- أنا؟ يا عيب الشوم! والناس؟
- يقولون ما يقولون، قولهم أهون من بيت خال من رنين صوت الرجال
- أتزوج قبلكن؟ مستحيل
- أليس الأفضل أن تتزوجي قبلنا، ليعرف بيتنا قدم الرجال فنتزوج بعدك؟
- تزوجيه، تزوجيه يا أماه
وتزوجته، زاد عدد الأنفس واحدا، وزاد الرزق قليلًا، ونشأت مشكلة أكبر... الرجل الذي ما سمعنه إلا مؤدبا خاشعا، ها هو ذا يضحك... رأسها عار وشعرها مبلل ممشط ولا تزال تضحك... الصمت تلاشى وكأن إلى غير رجعة، ضجيج الحياة دب، الزوج زوجها وحلالها وعلى سنة الله ورسوله، فماذا يعيب؟ وكل ما تفعله جائز، حتى وهي لم تعد تحفل بالمواربة أو بكتمان الأسرار... وذات مرة بعد ما شبعا من الليل وشبع الليل منهما، سألها فجأة عما كان بها ساعة الظهر، ولماذا هي منطقة تتكلم الآن ومعتصمة بالصمت التام ساعتها؟ ولماذا تضع الخاتم العزيز عليه الآن؟ إذ هو كل ما كلفه الزواج من دبلة ومهر وشبكة وهدايا، ولماذا لم تكن تضعه ساعتها؟ كان ممكنًا أن تنتفض هالعة واقفة صارخة، كان ممكنًا أن تجن كان ممكنا أن يقتله أحد، فليس لما يقوله إلا معنى واحد، ما أغربه وأبشعه من معنى، ولكن غصة خانقة حبست كل هذا وحبست معه أنفاسها، سكتت. بآذانها التي حولتها إلى أنوف وحواس، وعيون راحت تتسمع وهمها الأول أن تعرف الفاعلة إنها متأكدة لأمر ما أنها الوسطى، أن في عينيها جرأة لا يقتلها الرصاص إذا أطلق، ولكنها تتسمع الأنفاس الثلاثة ... صمتت، ومن لحظتها لم يغادرها الصمت. وعلى الإفطار كانت، كما قدرت تماما الوسطى صامتة وعلى الدوام صامتة ... تتأمل الكبرى ذات يوم خاتم أمها في إصبعها وتبدي الإعجاب به، ويدق قلب الأم دقاته وهي تطلب منها أن تضعه ليوم، لمجرد يوم واحد لا غير، وفي صمت تسحبه من إصبعها، وفي صمت تضعه الكبرى في إصبعها المقابل، وعلى العشاء التالي تصمت الكبرى وتأبى النطق، والكفيف الشاب يصخب ويغني ويضحك، والصغرى فقط تشاركه ولكن الصغرى تصبح بالصبر والهم وقلة البخت أكبر، وتبدأ تسأل عن دورها في لعبة الخاتم، وفي صمت تنال الدور. والخاتم بجوار المصباح، الصمت يحل فتعمى الآذان، وفي الصمت تتسلل الإصبع صاحبة الدور وتضع الخاتم في صمت أيضا، ويطفئ المصباح والظلام يعم، وفي الظلام تعمي العيون، ولا يبقى صاخبا منكتًا مغنيا، إلا الكفيف الشاب ... كان أول الأمر يقول لنفسه إنها طبيعة المرأة التي تأبى البقاء على حال واحدة، فهي طازجة صابحة كقطر الندى مرة، ومنهكة مستهلكة كماء البرك مرة أخرى، ناعمة كملمس ورق الورد مرة، خشنة كنبات الصبار مرة أخرى. الخاتم دائم وموجود صحيح، ولكن الإصبع التي تطبق عليه كل مرة تختلف، إنه يكاد يعرف، وهن بالتأكيد كلهن يعرفن، فلماذا لا يتكلم الصمت؟ لماذا لا ينطق؟ ولكن السؤال يباغته ذات عشاء، ماذا لو نطق الصمت؟ ماذا لو تكلم مجرد التساؤل أوقف اللقمة في حلقه، ومن لحظتها لاذ بالصمت.

## النقد والتحليل
كتبت شيماء العيسوي على موقع «إضاءات» في 5 فبراير 2021: «يتحقق في نص يوسف إدريس جميع سمات القصة القصيرة التي تميزها عن الأنواع الأدبية الأخرى، وهو ما يؤكد دقة وحرفية الكاتب. فمثلاً اتسمت القصة بالقصر النسبي، فهي لم تتعدَّ الست الصفحات مع توضيح تام لهدف القصة ومغزاها ... يُعرِّف» سيغموند فرويد«الإنكار بأنه» حالة يواجه فيها الشخص حقيقة غير مريحة مطلقاً، فلا يستطيع تقبلها فيرفضها بدلاً من ذلك، ويصر على أنها ليست حقيقة رغم وجود الأدلة الدامغة على صحتها«، فكان الشيخ الأعمى يُفرِط في استخدام الإنكار كحيلة دِفَاعية بشكل شعوري أحياناً ليتجنب الاعتراف بحقيقة أنه يمارس الجنس مع بنات زوجته. فضَّل الصمت وعدم الاعتراف حتى بينه وبين نفسه، بل من المتوقع أن يكون عنيفًا مع أي منْ سيحاول كسر هذا الصمت ومواجهته بالحقيقة ... تعددت أشكال الصمت في القصة ... صمت الحزن بعد فقدان الأب والبهجة ... صمت الخجل الزوج والزوجة من ليلتهم الأولى ... صمت التواطؤ قامت به الأم بعد موافقتها على جماع الابنة الوسطى والزوج ... صمت البنات عندما تقع كل منهن في هاوية العلاقات المحرمة ... صمت التوافق الذي يُمارسه زوج الأم ليؤكد لنفسه أن شريكته في الفراش على الدوام هي زوجته».
كتب محمود أيمن على موقع «أراجيك» في 26 مايو 2020: «ماذا تخبرنا القصة إذًا؟ أهي هجاء للفقر أم لحاجات الإنسان الجسدية؟ أقَصَد الكاتب إلى تعرية المجتمع الذي يهتم بكلام الناس أكثر من أي شيء آخر، أم قدّم ببساطة» حالة فردية«تعبر عن نفسها لا عما يفوق ذلك؟ المؤكد أن النص تشريح بديع لقدرة الإنسان الظلوم على عقلنة خطاياه والتعايش معها، وعلى إيجاد مبررات لأفحش القبائح على الإطلاق. لا تصدمني هذه القصة ولا أواجهها بالإنكار، ربما هو الغضب من نفسي لأن تقبل وجود هذا المذكور (والواقع دائمًا أسوأ) استغرقني عدة قراءات للنص فصلت بينها أعوام ... لاحظ أن كاتب» بيت من لحم«لم يخبرنا شيئًا تقريبًا عن المرأة وبناتها سوى أنهن» عازبات تائقات للزواج«. هذا هو كل ما نعرفه عنهن عمليًا ... إذا كانت رغبات الأم والبنات الثلاثة قد شطحت إلى الدرجة التي تطلبت التواطؤ على فعل بهذه الدناءة، ألا يوحي بأن المأساة أكبر من الحاجة إلى الجنس التي يبدو أن كل قارئ للنص يقفز إليها بلا إبطاء؟ ماذا لو أنه (وهو جدير بإخفاء المغزى بإحكام) يحاول إبراز سوء الفقر بشكل عرضي فحسب، فيما يعمد أساسًا إلى إظهار هشاشة وجود المرأة في مجتمعنا، وانعدام وجودها الحقيقي خارج ظل الرجل وسماح القوم ... يختم الكاتب قصته الرائعة بالصمت، حيث تصل» بيت من لحم«إلى لحظة من التوتر تشمل جميع أركان المؤامرة: صمت مطلق هو ضريبة الانقياد للرغبة على حساب القيَم التي لم يظهر لنا خلال النص أي وجود لها ... تكمن معضلة فحص القصة في الموازنة بين خيالية النص وبين واقعية القضايا».
كتبت سهير السمان تحت عنوان («بيت من لحم» للكاتب يوسف إدريس حين يكون الصمت أداة للفعل): «كيف يكون البيت من اللحم؟ ... كان الصمت هو البداية صمت الحزن والانتظار ... ينقطع الصمت عند زواج الأم بالكفيف ... تسلل الصمت مرة أخرى حين تتحول غصة الأم إلى صمت ... لم يغادرها الصمت ليصبح أبديا ... يسيطر الصمت على البنت الوسطى، ليكون في هذه الحالة لإخفاء خطيئتها، وهكذا يغشى الصمت تدريجيا جميع الفتيات حين يشاركن في لعبة الخاتم، ويبقى الكفيف وحده وسط هذا الصمت رغبة تجعله يثور على الصمت، فهو يريد أن يتيقن مما يشك فيه. ولكن الصمت يقف أمامه ويسأل نفسه ماذا لو تكلم الصمت، تساؤل جعله يلوذ بالصمت تماما، ولكنه خوف أن يخدش ذلك الصمت. فأصبح الصمت إرادي لا سبب له سوى الرذيلة، النتيجة الحتمية للفقر والحرمان، والقبح واليأس، الصمت المتفق عليه، التواطؤ مع الصمت».
كتب ياسر الغبيري على موقع تنوير 22 مقالة تحت عنوان (ببليوجرافيا أعمال يوسف إدريس وقراءة في قصة «بيت من لحم»): «في فقرته الأولى استطاع الكاتب الراحل يوسف إدريس أن يضع جميع المفردات التي سيستخدمها طوال قصته ... (الخاتم، المصباح، الصمت، العمى، الأصابع، الأرملة، البنات الثلاث، الحجرة) وهي المفردات التي نسج منها قصته، بل وتقوم القصة بالكامل عليها، ففي لغة سردية رشيقة نسج المؤلف خيوط قصته وضفّرها خيطًا تلو الآخر».
ركز “إدريس” في شخصياته على نمطين من أنماط الشّخصيّة القصصيّة، أولهما المرأة باعتبارها عنصرًا مسحوقًا ومهمّشًا أكثر من غيره، فنذر حياته للدّفاع عنها وللكتابة من أجلها".

## بيت من لحم في السينما
جذبت قصة يوسف إدريس القصيرة «بيت من لحم» صانعى الأفلام القصيرة وخاصة مشروعات التخرج لطلبة معهد السينما.  قدمها رامى عبد الجبار السينمائى المستقل عام 2005 في فيلم أسند بطولته لآسر ياسين، ولم يعكس أهمية الموضوع، وأيضاً طالب موسكو أشرف سمير عبد الباقى قدم مشروع تخرجه بموسكو عام 1991 عن القصة بممثلين روس. وأخيراً في  مشروع تخرج أحمد الهوارى عام 2009 وهو صاحب التجارب التسجيلية والقصيرة وقبلها تجارب مع المسرح، وأشترك بفيلمه القصير «بيت من لحم» في مهرجان الأسكندرية.
كتبت أسماء مأمون على صحيفة اليوم السابع في 10 أكتوبر 2015 مقالة تحت عنوان «الرقابة ترفض سيناريو «بيت من لحم» ليوسف إدريس بدعوى تحريضه على زنا المحارم» جاء فيه أنه هناك: «معالجات فنية لنص «بيت من لحم» في السينما ... في أفلام روائية قصيرة منها نسخة رامى عبد الجبار عام 2005، ونسخة أشرف سمير عبد الباقى عام 1991 والذي مثل مصر في العديد من المهرجانات ... من هنا حرص الكاتب لينين الرملى على تحويلها لفيلم سينمائى درامى طويل، ولكن المفارقة أن الرقابة رفضت السيناريو بدعوى أنه يروج لزنا المحارم ... وأوضح أنه قام بتعديل سيناريو«بيت من لحم» حتى لا يترك للرقابة حجة تعترض بها على الفيلم». وعن فيلم «بيت من لحم» للمخرج أشرف سمير عبد الباقى، كتبت سلمى أنور على موقع الوطن في 12 أغسطس 2020: «أنصف أشرف سمير الرجل في الفيلم قاصراً الدنس على نساء البيت أو على البيت ذى النساء، كما لا أفهم لماذا تعمّد الدفع بممثلات حسناوات إلى الشاشة في حين أن قصة إدريس قدمتهن كدميمات ذوات أجساد غير شهية وكأن المخرج لم يعطهن حتى الفرصة للإفلات من العار بحجة الدمامة وفقر الفرص المرتبط بالقُبح».

## وصلات خارجية
https://www.hindawi.org/books/95920746/ بيت من لحم (قصة قصيرة)
https://www.goodreads.com/book/show/5974527 بيت من لحم (قصة قصيرة)
https://www.storytel.com/ae/ar/books/639063-byt-mn-lhm بيت من لحم (قصة قصيرة)
https://www.youtube.com/watch?v=X1_0EB2xuIQ بيت من لحم (قصة قصيرة)
https://www.youtube.com/watch?v=IobENyxWaFo بيت من لحم (قصة قصيرة)